# Домн II
Домн II (Domno, также известный как Dono, Donno, Donus) — имя, предположительно взятое антипапой, на короткое время между 973 и 974 годами во время понтификата Бенедикта VI. Присутствовал в изданиях Annuario Pontificio вплоть до 1947 года.